# 李文瀚
李文瀚（1805年—1856年），字云生，号莲舫。清朝文官，祖籍安徽宣城，道光年间中举人。

## 经历
道光八年（1828年）举人。历任历任觉罗正黄旗教习，授陕西大荔知县、鄘州知州、四川夔州知府。

## 著作
- 《噬胭脂舄》
- 诗文集《味尘轩文集》